# Acte administratif unilatéral en France

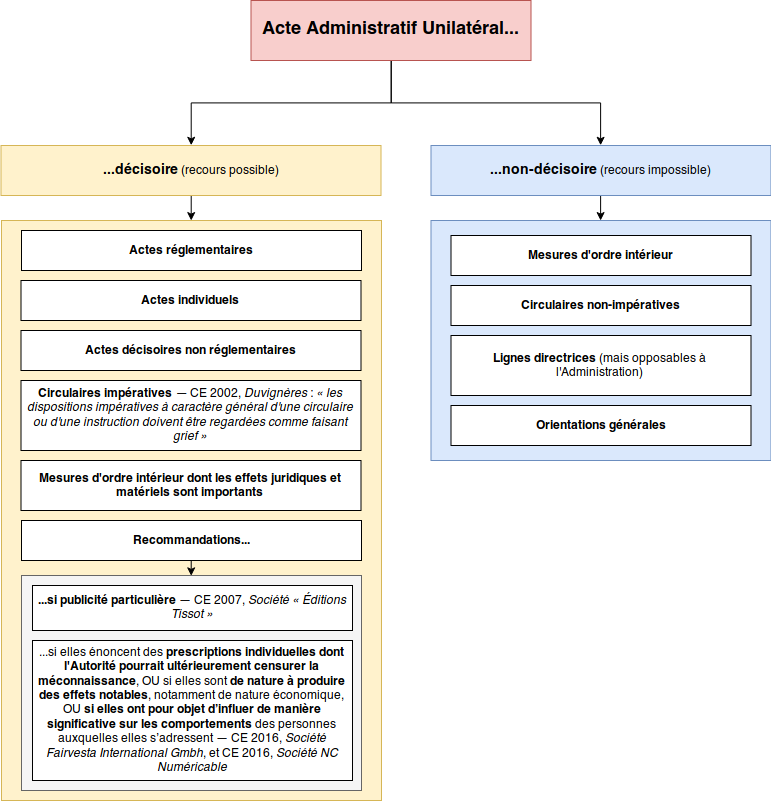
Qualification des actes administratifs unilatéraux selon leur caractère décisoire ou non

Pour les articles homonymes, voir AAU.
Pour un article plus général, voir Acte administratif unilatéral.
L'acte administratif unilatéral (AAU) ou décision administrative (selon des auteurs qui estiment ces deux expressions synonymes) est, avec le contrat administratif, l'un des moyens juridiques dont dispose l'administration.
Manifestation d'une volonté, celle de la puissance publique, l'acte administratif unilatéral est un acte juridique accompli unilatéralement par une autorité administrative dans l'exercice d'un pouvoir administratif qui s'impose à ses destinataires sans leur consentement ; il est présumé légal aussi longtemps qu'un juge ne l'a pas déclaré illégal en raison du privilège du préalable dont dispose l'administration.
Quand il est qualifié de décisoire, l'acte administratif unilatéral fait grief, c'est-à-dire crée pour les tiers des droits ou des obligations : il modifie l'ordre juridique existant, et est à ce titre susceptible de recours devant la justice administrative. Au contraire, l'acte administratif unilatéral qualifié de non-décisoire ne fait pas grief, et est alors insusceptible de recours devant le juge administratif.

## Éléments constitutifs de l'acte administratif unilatéral

### La volonté unilatérale
L’acte administratif est un acte juridique parce qu’il participe d’une manifestation de volonté en vue de produire des effets de droit. L’acte administratif peut être explicite : on dira qu'il s'agit d'un instrumentum, ou il peut être implicite : on dira qu'il s'agit d’un negotium.
L'instrumentum est un acte écrit. Le negotium peut être une action, une œuvre, laquelle peut être orale ou résulter de simples agissements.
L’acte administratif est un acte unilatéral parce qu’il a pour objet de réglementer la conduite des personnes autres que ses auteurs ; le caractère unilatéral n’implique pas que l’acte administratif émane d’une seule personne, mais que ses destinataires ne prennent pas part à son adoption.

### Un acte émanant d'une autorité administrative dans l'exercice d'un pouvoir administratif
L’autorité qui accomplit l'AAU doit appartenir à l’administration et agir dans le cadre administratif. Il se dégage de cette considération une triple exclusion :
1. La première exclusion concerne les actes des autorités étatiques non-administratives (le Parlement par exemple) et les actes des autorités juridictionnelles.
2. La deuxième exclusion concerne les actes de la personne publique qui relèvent du droit privé, lorsque celle-ci n’exerce pas un pouvoir administratif : ainsi des actes de la personne publique chargée d'un SPIC (TC 1921, Bac d'Eloka), ou encore des actes de la personne publique dans le cadre de la gestion de son domaine privé (CE 1996, Formery).
3. La troisième exclusion concerne les actes des autorités du pouvoir exécutif lorsque celles-ci n’exercent pas un pouvoir administratif mais plutôt un pouvoir politique qui se rapproche de la fonction gouvernementale : c'est le cas des actes de gouvernement.

## Les actes administratifs unilatéraux décisoires
L'article L. 200-1 du CRPA dispose que « Les actes administratifs unilatéraux décisoires comprennent les actes réglementaires, les actes individuels et les autres actes décisoires non réglementaires. »
Les actes réglementaires ont une portée générale et impersonnelle, ils créent des droits ou des obligations sans considération des personnes à qui ils s'adressent (exemple : interdiction de stationner dans une rue). Les actes individuels ont une portée individuelle (exemples : l’octroi d’un permis de construire, la titularisation d’un fonctionnaire, la fermeture administrative d’un établissement recevant du public). Les autres actes décisoires non réglementaires ne sont ni réglementaires ni individuels, ils sont impersonnels et particuliers (exemple : l'arrêté d'ouverture d'un concours est impersonnel car il ne vise personne nommément, mais il est aussi particulier car il ne s'adresse qu'aux personnes qui participent audit concours). 

### L'entrée en vigueur de l'acte administratif unilatéral
Si la validité (c'est-à-dire sa régularité juridique) d'un acte administratif s'apprécie dès sa signature, son opposabilité (c'est-à-dire sa capacité à produire des effets juridiques à l'égard de personnes) ne s'apprécie qu'une fois ces destinataires informés par une publicité adéquate.
Pour les actes réglementaires, l'opposabilité est subordonnée à la publication de l'acte : ainsi, les décrets doivent être publiés au Journal Officiel de la République française, des ministères disposent de Bulletins Officiels pour accueillir leurs arrêtés et circulaires, les actes des départements doivent être publiés au Recueil des actes administratifs disponible dans chaque préfecture, les arrêtés municipaux doivent être publiés dans le Bulletin municipal et affichés sur des panneaux spéciaux. À cet égard, l'Ordonnance  no 2004-164 du 20 février 2004 relative aux modalités et effets de la publication des lois et de certains actes administratifs accorde au Journal Officiel électronique la même valeur que la version papier, renvoyant au Conseil d’État le soin de définir une liste d'actes administratifs dont la publication au Journal Officiel électronique suffit pour permettre l'entrée en vigueur.
Pour les actes individuels, l'opposabilité est subordonnée à la notification de la décision à l'intéressé par lettre avec accusé de réception.
Cependant, certains actes demandent des publicités complexes combinant notification aux intéressés et diverses publicités à l'égard des tiers (ainsi des permis de construire, notifiés aux intéressés, affichés en mairie et sur les terrains visés). Dans l'arrêt Cour européenne des droits de l'homme, 1992, Geouffre de la Pradelle, la juridiction du Conseil de l'Europe condamna la France en partie pour l'obscurité et l'incohérence de ses règles de publicité des décrets de classement de site.
L'entrée en vigueur ne peut pas être, en principe, rétroactive (Conseil d’État, 1948, Société du journal l'Aurore : la non rétroactivité des actes administratifs est un principe général du droit) : les actes administratifs unilatéraux ne décident que pour l'avenir, afin d'assurer la sécurité juridique des administrés. Le principe connaît de rares exceptions, parmi elles : les décisions de retrait, les décisions prises pour pallier les effets d'une annulation pour excès de pouvoir (par nature, elle est rétroactive le plus souvent), les décisions prises en applications de lois rétroactives.

## Les actes administratifs unilatéraux non-décisoires
L'article L. 200-1 du CRPA dispose de l'existence d'actes administratifs unilatéraux non-décisoires. Les actes administratifs unilatéraux qualifiés de non-décisoires sont insusceptibles de recours devant la justice, pour la raison qu'ils sont considérés comme ne faisant pas grief, c'est-à-dire qu'ils ne créent pas de droits ni d'obligations.

### Le cas des actes préparatoires
Les actes préparatoires peuvent être des avis d'un organe consultatif, des projets, des renseignements et autres enquêtes. Ainsi un communiqué par lequel un premier ministre rendait public un tracé pour le TGV a été jugé comme sans effet juridique et comme devant être regardé comme une simple déclaration d'intention du Gouvernement (Conseil d’État, 9 décembre 1988, Ville d'Amiens).

### Le cas des circulaires
Les circulaires sont un instrument de circulation de l'information entre les services centraux d'un ministère d'une part, et les services extérieurs d'autre part. Ainsi jugé par Ymbert (Mœurs administratives de 1825), la circulaire est une maladie organique de l'Administration.[non pertinent] Par principe la circulaire est un acte interprétatif. Or dans la pratique, il est de plus en plus fréquent que des circulaires contiennent des éléments à caractère décisoire. Elles sont alors créatrices de droit. La frontière entre ces deux types de circulaires aux conséquences contentieuses différentes a, pendant longtemps, été dominée par la jurisprudence issue de l'arrêt Notre-dame du Kreisker (CE, 1954) : la distinction était faite entre les circulaires dites réglementaires et celles seulement interprétatives.
Néanmoins, les développements de plus en plus subtils de cette jurisprudence ainsi que de l'évolution de l'organisation de l’État, organisation décentralisée, impliquant un rôle d'orientation accrue des autorités centrales, ont conduit à un correctif jurisprudentiel. Le Conseil d’État pose désormais le principe selon lequel les circulaires interprétatives sont susceptibles de faire l'objet d'un recours. Il faut noter que l'ancienne distinction issue de la jurisprudence Notre-dame du Kreisker conserve une grande importance, dorénavant en dehors de la recevabilité du recours. La loi n°78-753 du 17 juillet 1978 combinée avec le décret du 28 novembre 1983 ont contribué à l'obscurcissement du critère de 1954 et avaient ainsi conduit à l'adoption d'une circulaire datée du 15 juin 1987 qui vise à rappeler le cadre juridique dans lequel doivent être prises ces circulaires.
Aujourd'hui, c'est une nouvelle distinction qui est appliquée par le Conseil d'État. Dans un arrêt du 18 décembre 2002 dit Duvignères, le Conseil d’État abandonne la distinction entre circulaire réglementaire et circulaire interprétative au profit d’une nouvelle distinction entre circulaire impérative et circulaire non impérative, que l’on appelle aussi circulaire indicative. Cet arrêt a été annoncé par plusieurs arrêts antérieurs et la solution Duvignères se décline en deux temps :
1. Dans un premier temps le juge examine la recevabilité du recours pour excès de pouvoir. À ce stade, le juge se demande si la circulaire est impérative ou non selon un critère désormais purement matériel. En clair, est impérative la circulaire qui modifie l’ordonnancement juridique ou bien le maintient en l’état, autrement dit le caractère impératif d’une circulaire se confond avec sa nature décisoire.
2. Dans un second temps, une fois le recours recevable à l’encontre de la circulaire, le juge s'interroge sur les moyens invocables pour éventuellement annuler la circulaire. S'agissant des moyens invocables, l’arrêt Duvignères en met deux en exergue : d’une part l’incompétence et d’autre part la violation directe de la loi dans le cas où la circulaire méconnaît les textes qu’elle interprète ou bien méconnaît une norme supérieure.

### Le cas des directives ou lignes directrices
Les directives administratives se définissent comme des normes d'orientation adressées par une autorité administrative, dans l'exercice d'un pouvoir discrétionnaire, à ses subordonnés afin de fixer une ligne de conduite et assurer la cohérence de leur action. Moins qu'un ordre mais plus qu'un vœu, l'hybridité intrinsèque de tels actes relevant tant d'une logique impérative que d'une logique incitative n'est pas sans rappeler les directives communautaires : comme ces dernières, la directive administrative est ferme sur les résultats à atteindre et souple quant aux moyens pour y parvenir.[non pertinent]
C'est dans son arrêt Crédit foncier de France (1970) que le Conseil d’État a dégagé et défini cette notion. Mais bien que ne prenant pas place parmi les sources de la légalité, la directive n'échappe pas pour autant à l'obligation de légalité. L'administré, en effet, peut toujours déférer au juge une mesure individuelle d'application de la directive et s'en prévaloir pour contester ladite mesure : les directives administratives sont donc opposables à l'administration, bien qu'étant insusceptibles de recours. Il est possible de noter encore une fois le caractère hybride de tels actes, qui, bien que non réglementaires, doivent être publiés. Cette publication a été rendue obligatoire par la loi du 17 juillet 1978.
À la suite de nombreuses confusions des administrations entre les directives européennes et les directives administratives, le Conseil d'État a pris la décision de renommer les directives en lignes directrices depuis l'arrêt Jousselin de 2014. Si la distinction est purement textuelle, elle permet maintenant d'éviter les confusions de deux actes juridiques bien distincts.

### Le cas des orientations générales
Les orientations générales sont un autre type d'acte qui vise à orienter l'administration. Dans l'arrêt Ministre de l’intérieur c/ Cortes Ortiz (2015), le Conseil d'État dispose que « dans le cas où l'administration peut légalement accorder une mesure de faveur au bénéfice de laquelle l'intéresssé ne peut faire valoir aucun droit, [...] il est loisible à l'autorité compétente de définir des orientations générales pour l'octroi de ce type de mesures ». Donc, les orientations générales visent à conseiller les autorités compétentes dans leur pouvoir d'appréciation de prise de mesures de faveur.

### Le cas des mesures d'ordre intérieur
Les mesures d'ordre intérieur  sont des actes administratifs unilatéraux adoptés pour l'organisation du service ou à l'attention de ses usagers, et qui sont considérés comme ne faisant pas grief. Longtemps, elles furent surtout réservées aux milieux carcéraux et militaires, milieux que le juge administratif se refusait de contrôle ; mais on observe une restriction notable de l'étendue des mesures d'ordre intérieur, surtout depuis que le juge administratif s'est autorisé à contrôler ces milieux par la jurisprudence Hardouin et Marie de 1995.

## L'exécution de l'acte administratif
Selon l'arrêt Huglo (Conseil d’État, Ass., 1982), le caractère exécutoire des décisions administratives est « la règle fondamentale du droit public ». Ce caractère entraîne le privilège du préalable (les décisions administratives sont présumées régulières) dont le corollaire est l'exécution provisionnelle (l'administration peut poursuivre l'exécution de ses décisions en dépit d'un recours dirigé contre elles).
Cette exécution provisionnelle ne connaît que quelques limites : des dispositions législatives prévoient des sursis à exécution (arrêtés de reconduite à la frontière en droit des étrangers, sursis à paiement en droit fiscal) et le juge, s'il doit statuer sur un référé-suspension, a possibilité de prononcer des sursis à exécution s'il estime les moyens suffisamment sérieux et le préjudice que l'exécution entrainerait difficilement réparable.
Cependant, l'administration ne peut, sauf exception, exécuter elle-même les actes administratifs unilatéraux auxquels s'opposent des administrés, sans autorisation juridictionnelle : la saisine d'une juridiction civile répressive voire un juge des référés. Exceptionnellement, l'exécution forcée est permise dans trois hypothèses, laissant la possibilité à l'administration d'utiliser son pouvoir de contrainte sans intervention préalable du juge :
- si une loi l'autorise (courant en matière de salubrité publique, par exemple) ;
- s'il y a urgence ou s'il n'existe aucune autre voie de droit possible (Tribunal des conflits, 1902, Société immobilière de Saint-Just).

En cas d'utilisation irrégulière de la contrainte, l'administration commet une voie de fait (Tribunal des conflits, 1935, Action Française).

## La disparition de l'acte administratif unilatéral
Traditionnellement, la question technique de la disparition de l'acte administratif unilatéral s'articule autour des concepts d'actes créateurs et actes non créateurs de droits, et en fonction de la régularité ou de l'irrégularité des actes. 
Sont des actes créateurs de droits la plupart des actes individuels sauf exceptions (décisions recognitives, autorisations précaires, décisions défavorables au destinataire, actes obtenus frauduleusement). Les décisions réglementaires ne sont pas créatrices de droits car, comme les lois, elles sont des actes impersonnels et généraux.

### Disparition de l'acte administratif hors la volonté de l'administration
La disparition de l'acte administratif peut être due à la disparition de l'objet de l'acte, au décès de son destinataire. Elle peut résulter de son annulation pour illégalité par le juge administratif ou par le supérieur hiérarchique. Elle peut enfin résulter de la survenance du terme exprimé dans l'acte.

### Disparition de l'acte administratif par la volonté de l'administration
L'administration peut retirer un acte de l'ordre juridique par deux moyens :
- l'abrogation, qui ne fait disparaître l'acte que pour l'avenir ;
- le retrait, plus exceptionnel, qui entraîne la disparition rétroactive de l'acte, qui, dès lors, est considéré comme n'ayant jamais existé.

#### L'abrogation
L'abrogation est le procédé normal de l'administration. Elle peut être expresse (elle doit alors être prise par un acte contraire) ou tacite. En vue de concilier le principe général du droit de la mutabilité des actes administratifs avec celui de la sécurité juridique, le juge administratif a rappelé la nécessité d'édicter le cas échéant des mesures transitoires entre la réglementation abrogée et la nouvelle réglementation (Conseil d’État, 2006, Sté KPMG).

##### L'abrogation des actes réguliers
- Pour les actes réguliers non créateurs de droits, qu'ils soient individuels ou règlementaires, l'abrogation est une faculté que l'administration peut à tout moment, sur simple opportunité, sans condition de légalité, utiliser, et ce, même si le règlement avait été pris pour une durée précise (et avortée) : cette liberté est justifiée par le principe de mutabilité des actes administratifs (Conseil d’État, 1961, Vannier) : aucun droit acquis, aucun engagement contractuel ne peut faire obstacle à l'adaptation de l'administration aux nécessités mouvantes de l'intérêt général.
- Pour les actes réguliers créateurs de droits, l'abrogation est impossible, mais un autre acte peut mettre fin aux effets produits : ainsi la nomination régulière d'un fonctionnaire ne peut être abrogée mais ce dernier peut être licencié, révoqué ou mis à la retraite.

##### L'abrogation des actes irréguliers
Qu'ils soient créateurs de droits ou non, l'administration a obligation d'abroger les actes individuels ou règlementaires devenus illégaux du fait d'un changement de droit ou de circonstances (Conseil d’État, 1930, Despujol) sur simple demande d'un intéressé ; le juge pouvant recevoir un recours pour excès de pouvoir contre la décision de refus d'abroger (implicite ou explicite).
Concernant les actes irréguliers dès leur origine, la jurisprudence a été longtemps plus floue, avant que l'arrêt C.E. Ass. 3 février 1989, Compagnie Alitalia n'affirme l'obligation d'abroger les règlements illégaux dès l'origine ou en raison d'un changement de circonstance de droit ou fait (dans le cas d'espèce, règlement contraire aux objectifs d'une directive communautaire dont le délai de transposition était dépassé). Cependant, la jurisprudence Alitalia ne s'applique pas explicitement aux actes créateurs de droits. Cependant depuis 2009 et l'arrêt Coulibaly, on ne peut retirer ou abroger un acte illégal individuel créateur de droit que dans un délai de 4 mois suivant l'intervention de cette décision (la signature de l'acte en l'occurrence). Un arrêt CE en date du 10 octobre 2013 fédération française de gymnastique a précisé que si l'illégalité a cessé en raison de circonstances nouvelles au moment où la demande d'annulation est examinée, l'administration peut refuser l'abrogation.

### Le retrait
Encore plus attentatoire au principe de la sécurité juridique est le retrait, qui permet, comme l'annulation d'un acte par le juge, d'effacer rétroactivement les actes administratifs. De fait, il fut conçu comme un moyen de faire l'économie d'une future et probable annulation contentieuse, ses délais étant primitivement enfermés dans ceux du recours contentieux.

#### Retrait des actes non créateurs de droits
Concernant les règlements, le retrait n'est possible que tant que celui-ci n'est pas devenu définitif. Au-delà, seule l'abrogation est possible, qu'il soit régulier ou non.
Concernant les actes individuels non créateurs de droit (c'est le cas des actes frauduleux, des autorisations précaires), l'administration est dans l'obligation de les retirer s'ils sont illégaux dès le départ (cas d’un acte obtenu par fraude par exemple, ou d'un acte purement recognitif erroné).
En vertu du principe de non-rétroactivité des actes administratifs, les actes administratifs réguliers ne peuvent être retirés. Par exception, la jurisprudence a admis ce retrait pour les actes individuels à la demande de leur bénéficiaire.

#### Retrait des actes créateurs de droits
Concernant les actes individuels réguliers créateurs de droit, le retrait n'est admis par la jurisprudence que si le bénéficiaire en fait lui-même la demande.
Pour les actes individuels irréguliers créateurs de droit, la règle traditionnelle provenait de l'arrêt Dame Cachet (C.E 3 novembre 1922) selon lequel l'administration pouvait retirer l'acte illégal tant que le juge de l'excès de pouvoir était compétent pour l'annuler. Le délai était donc de deux mois à compter de la publication éventuelle de l'acte. Cette jurisprudence a montré ses limites car l'absence de publication d'un acte individuel (et l'absence de notification aux tiers concernés) ne permettait pas de déclencher à leur égard le délai de deux mois. L'acte devenait donc retirable par l'administration indéfiniment (C.E 6 mai 1966 Ville de Bagneux). Cette jurisprudence fut tempérée par les arrêts Ève (C.E. Sect. 14 novembre 1969 ) en ce qui concerne les décisions implicites d'acceptation (non retirables) et Mme de Laubier (C.E. Ass. 24 octobre 1997) en ce qui concerne l’effet d’un défaut de mention des voies et délais de recours (dont l’administration ne pouvait se prévaloir à son propre profit).
Les règles de droit ont radicalement évolué depuis.
Il faut distinguer trois cas quant aux décisions individuelles créatrices de droit mais illégales :
1. Pour les décisions implicites d'acceptation, l'article 23 de la loi n° 2000-321 du 12 avril 2000 indique qu’une telle décision peut être retirée, pour illégalité, par l'autorité administrative : 1° Pendant le délai de recours contentieux, lorsque des mesures d'information des tiers ont été mises en œuvre; 2° Pendant le délai de deux mois à compter de la date à laquelle est intervenue la décision, lorsqu'aucune mesure d'information des tiers n'a été mise en œuvre; 3° Pendant la durée de l'instance au cas où un recours contentieux a été formé.
2. Pour les décisions implicites de rejet, la jurisprudence Cachet (1922) continue de s’appliquer : l’administration peut et doit retirer l’acte, pour illégalité, dans le délai du recours contentieux (CE, 26 janvier 2007, n° 284605, SAS Kaefer Wanner).
3. Pour les décisions explicites, la jurisprudence a été transformée profondément le 26 octobre 2001 avec l'arrêt Ternon selon lequel le retrait d'un acte créateur de droit explicite est possible, s'il est illégal et sauf législation ou réglementation spécifique, dans les quatre mois suivant la prise de décision et seulement dans ce délai (il peut aussi être retiré dans le cas, très rare, où le bénéficiaire demande lui-même le retrait). Le délai de retrait d'un tel acte est donc désormais totalement déconnecté du délai de recours contentieux.

Les décisions pécuniaires sont créatrices de droit, et ne peuvent être retirées au-delà du délai de quatre mois (jurisprudence Soulier, C.E. 6 novembre 2002), mais peuvent être abrogées si les conditions légales de versement ne sont pas ou ne sont plus réalisées. En revanche, de simples erreurs de liquidation dans le paiement d'une somme ne sont pas créatrices de droit et l'administration est alors en droit de récupérer les trop-perçus.

##### Exceptions
Une exception aux règles précédentes résulte de l'article L. 424-5 du Code de l’urbanisme qui dispose, pour les décisions rendues après le 1er octobre 2007 :
- « La décision de non-opposition à la déclaration préalable ne peut faire l'objet d’aucun retrait.
- Le permis de construire, d’aménager ou de démolir, tacite ou explicite, ne peut être retiré que s'il est illégal et dans le délai de trois mois suivant la date de cette décision. Passé ce délai, le permis ne peut être retiré que sur demande explicite de son bénéficiaire. »
- Mais cette uniformisation des délais de retrait de l'article L.424-5 du Code de l’urbanisme ne concerne pas les certificats d'urbanisme.

D'autres exceptions peuvent résulter de normes spécifiques, notamment lorsque le droit de l'Union européenne entre en jeu.